# مجيد حمد أمين
مجيد حمد أمين جميل هو وزير صحة عراقي سابق.
حصل على شهادة البكلويورس في الطب والجراحة العامة ونال شهادة الماجستير في علم الاجتماع والإحصاء الصحي.
عمل في مستشفى رزكاري التعليمي في أربيل ورئاسة صحة محافظة أربيل، وشغل منصب مدير عام الشؤون الصحية في وزارة الصحة، كما شغل منصب وكيل وزارة الصحة في إدارة السليمانية للفترة ما بين عام 1990 ـ 2002.
تعرض للسجن في مديرية أمن أربيل وسجن أبو غريب في بغداد، وقد عمل كعضو في مكتب تنظيمات أربيل اللاتحاد الوطني الكردستاني.
شغل منصب وزير شؤون الشهداء والمؤنفلين في حكومة إقليم كردستان عام 2009.
شغل منصب وزير الصحة في حكومة نوري المالكي الثانية بين عامي 2010 و 2014.
و یعمل الآن عضو مجلس القیادة في الاتحاد الوطني الكردستاني ومسؤول مكتب العلاقات العراقي ومسؤول مرکز تنظیمات أربیل.